# Adam Paweł Kuczyński
Adam Paweł Kuczyński – polski biotechnolog, dr hab., profesor nadzwyczajny na Wydziale Biologiczno-Rolniczym Uniwersytetu Rzeszowskiego, gdzie był kierownikiem Katedry Technologii i Oceny Jakości Produktów Roślinnych. Był też adiunktem w Instytucie Agrofizyki im. Bohdana Dobrzańskiego PAN.

## Życiorys naukowy
W 1990 r. obronił pracę doktorską pt. Metodyczne aspekty oceny podstawowych cech fizycznych owoców truskawki, przygotowaną pod kierunkiem prof. Adama Kuczyńskiego.